# Argentyna na Zimowych Igrzyskach Olimpijskich 1998
Argentynę na Zimowych Igrzyskach Olimpijskich 1998 reprezentowało 2 zawodników. Był to czternasty start Argentyny na zimowych igrzyskach olimpijskich.

## Dyscypliny

### Narciarstwo alpejskie

#### Kobiety
| Zawodniczka    | Konkurencja   | Wyścig 1      | Wyścig 2 | Łącznie       | Łącznie |
| Zawodniczka    | Konkurencja   | Czas          | Czas     | Czas          | Miejsce |
| -------------- | ------------- | ------------- | -------- | ------------- | ------- |
| Carola Calello | Zjazd         |               |          | 1:36.71       | 34      |
| Carola Calello | Supergigant   |               |          | 1:25.08       | 41      |
| Carola Calello | Slalom gigant | Nie ukończyła | –        | Nie ukończyła | –       |
| Carola Calello | Slalom        | 50.52         | 51.04    | 1:41.56       | 25      |

Kombinacja kobiet
| Zawodniczka    | Zjazd   | Slalom | Slalom | Łącznie     | Łącznie |
| Zawodniczka    | Czas    | Czas 1 | Czas 2 | Łączny czas | Miejsce |
| -------------- | ------- | ------ | ------ | ----------- | ------- |
| Carola Calello | 1:35.09 | 39.98  | 38.70  | 2:53.77     | 19      |

### Snowboard

#### Mężczyźni
Slalom gigant
| Zawodnik      | Wyścig 1 | Wyścig 2 | Łącznie | Łącznie |
| Zawodnik      | Czas     | Czas     | Czas    | Miejsce |
| ------------- | -------- | -------- | ------- | ------- |
| Mariano López | 1:12.20  | 1:19.11  | 2:31.31 | 21      |